# 色道四十八手 たからぶね
『色道四十八手 たからぶね』（しきどうしじゅうはって たからぶね）は、井川耕一郎監督・脚本による2014年の日本のピンク映画。

## 概要
本作は、ピンク映画50周年記念作品として企画された。監督をつとめる予定だった渡辺護が製作準備中の2013年に死去したため、脚本を執筆した井川耕一郎が監督することになった。35mmフィルムで撮影され、音声はアフレコで吹き込まれた。
第15回ニッポン・コネクション ニッポン・ヴィジョンズ審査員特別賞受賞。CAMERA JAPAN FESTIVAL 2015、ゆうばり国際ファンタスティック映画祭2016出品作。
春画“四十八手”のひとつ“宝船”をモチーフとしている。

## あらすじ
一夫（岡田智宏）は、妻の千春（愛田奈々）が叔父の健次（なかみつせいじ）と不倫していることを知る。衝撃を受けた一夫は、叔母の敏子（佐々木麻由子）にそそのかされ、2人への仕返しを企てることになる。

## キャスト
- 千春 ‐ 愛田奈々
- 一夫 ‐ 岡田智宏
- 健次 ‐ なかみつせいじ
- 敏子 ‐  佐々木麻由子
- エロ写真のモデルの女・雀 ‐ ほたる
- エロ写真のモデルの男・久生 ‐ 野村貴浩

## スタッフ
- 監督・脚本 ‐ 井川耕一郎[5]
- 企画・原案 ‐ 渡辺護[5]
- プロデューサー ‐ 太田耕耘キ、林田義行[5]
- 撮影・照明 ‐ 清水正二[5]
- 主題歌 ‐ 結城リナ[5]
- 特殊造形 ‐ 新谷尚之
- 編集 ‐ 酒井正次
- 録音 ‐ シネキャビン
- 助監督 ‐ 佐藤吏
- 題字 ‐ 日野繭子[5]
- 製作・配給…PGぴんくりんく

## 追悼上映
国立映画アーカイブの企画「逝ける映画人を偲んで 2021-2022」で上映。
2023年9月1日(金) 4:30 PM@長瀬記念ホール ＯＺＵ
2023年9月2日(土) 7:00 PM@長瀬記念ホール ＯＺＵ